# Equitación en Chile
La equitación es una de las disciplinas de más tradición en Chile y es regulada en el país por la Federación Ecuestre de Chile. El caballo fue el primer compañero del conquistador, luego de los indígenas mapuches y de los pioneros que domaron la geografía del país. Este país cuenta con la «marca mundial de salto alto» hasta la actualidad desde 1949, cuando Alberto Larraguibel lo consiguió. El Comité Olímpico Internacional, otorgó en 1981 a Eduardo Yáñez la distinción como el «mejor equitador de todos los tiempos».
En la actualidad destacan internacionalmente jinetes como Virginia Yarur y Samuel Parot en adiestramiento y salto, respectivamente.

## Orígenes

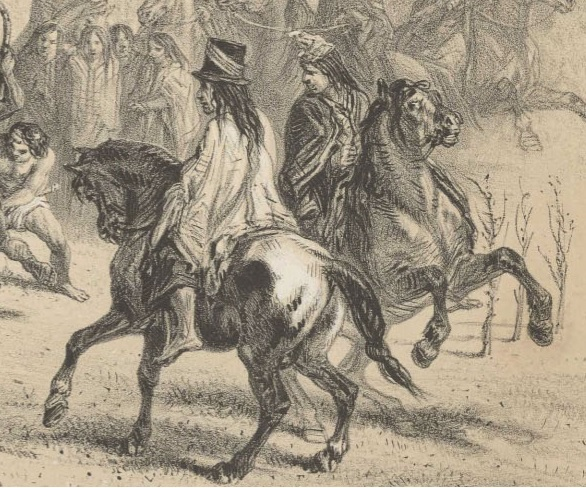
Jinetes mapuches en 1854.

Las pruebas ecuestres tienen su origen en Chile, cuando llegaron los inmigrantes ingleses a los cerros de Valparaíso a principios de siglo. En ese entonces el salto ecuestre, era llamado "paperchase", parecido a la caza de zorros europea. En 1922, se viven los primeros eventos internacionales en el país, donde el Capitán Galvarino Zúñiga consiguió el récord sudamericano de salto en alto con 2,12 m junto a su equino conocido como "Chilenita".
Entre 1934 y 1948, van equipos a competir a Norteamérica, en Estados Unidos y Canadá, donde destacaron jinetes como los tenientes Pelayo Izurieta, Hernán Vigil, Rafael Monti y Eduardo Yáñez.

## Récord mundial

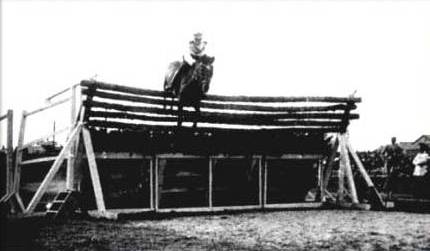
Alberto Larraguibel batiendo el récord mundial de Salto Alto.

Desde el hito referencial de cuando Alberto Larraguibel Morales y su caballo “Huaso”. La tarde del 5 de febrero de 1949 en el Regimiento de Coraceros de Viña del Mar, y contando con la presencia del presidente de la República, Gabriel González Videla, además de seis jueces internacionales, el capitán Larraguibel junto a su caballo saltaron 2,47 m de altura, que hasta hoy es el récord mundial de salto alto para la equitación. “Huaso” era un caballo purasangre que había ganado varios clásicos en el Hipódromo. Fue entrenado durante dos años, y finalmente, al tercer intento instauró una marca muy difícil de superar.

## Medallas olímpicas
En los Juegos Olímpicos de Helsinki 1952, se volvería a conseguir otra victoria, aportando dos medallas olímpicas de plata a la historia deportiva de Chile, cuando Óscar Cristi ganó la medalla de plata en individual y el equipo chileno, integrado también por Cristi, además de Ricardo Echeverría y el Teniente César Mendoza Durán, resulta segundo en el Gran Premio de las Naciones. La medalla de plata fue conquistada por Mendoza, en el último recorrido con cero faltas, superando así a poderosas escuadras mejor calificadas. Con el paso de los años César Mendoza llegaría a ser General Director de Carabineros de Chile e integraría la Junta militar de Gobierno de 1973.
A cargo de aquel equipo estaba Eduardo Yáñez, considerado entre los mejores jinetes de la historia de la equitación chilena. Ganó en cinco ocasiones el Gran Premio de Equitación de Madison Square Garden en Nueva York, y en 1981 el Comité Olímpico Internacional lo declaró como “El Mejor jinete del Mundo”. Durante los años treinta este jinete fue un ídolo del deporte chileno.

## Panamericanos y sudamericanos
En los Panamericanos es donde más logros ha obtenido la equitación chilena, con 27 medallas: 8 de oro, 6 de plata y 13 de bronce.
A nivel de Sudamérica, Chile se encuentra entre los cuatro mejores del continente. Ha participado en 2 sudamericanos de concurso completo obteniendo una medalla de oro en cada uno, además de 8 sudamericanos de salto donde en total se registran 5 medallas de oro, 3 de plata, una de bronce, además de 3 cuartos lugares, destacando muchos jinetes como Joaquín Larraín.

## Campeonatos Militares Mundiales
En octubre de 2006 el equipo chileno ecuestre militar obtuvo el primer lugar en el XVIII Campeonato Mundial Ecuestre Militar. Chile obtuvo 3 medallas de oro, tres de plata y una de bronce, superando al local, Brasil. En Adiestramiento Chile obtuvo el primer lugar individual, con el triunfo del coronel Oscar Coddou Molina, y también por equipos. En la disciplina de salto el representativo del Ejército y Carabineros de Chile, se coronaron Vicecampeones Mundiales en la disciplina. Finalmente en Concurso completo el Ejército obtuvo el primer lugar en equipos y el segundo lugar en la prueba individual.
No es el primer logro de Chile en este campeonato ya que anteriormente se cuentan con notables presentaciones como en el año 2001 cuando el teniente Sergio Iturriaga Delgado obtuvo el primer lugar en individual de saltos. El año 2002 Chile fue sede del XIV Campeonato Mundial Ecuestre Militar en donde obtuvo el primer lugar en saltos por equipo.

## Otros deportes ecuestres
Hay otros deportes ecuestres que se practican en Chile. Incluso algunos son más practicados que la equitación, como el rodeo chileno que es el deporte nacional del país y es el segundo deporte más practicado después del fútbol. También gozan de mucha popularidad las carreras de caballos, estas carreras son seguidas por numerosas personas en los cuatro hipódromos más importantes del país. El polo no cuenta con muchas personas que lo practican, ya que es muy costoso, sin embargo la selección chilena de polo está dentro de los tres mejores equipos del mundo, el máximo exponente de este deporte en Chile fue Gabriel Donoso quien tuvo un handicap 9. También se practican eventos como las carreras a la chilena en los campos y otros deportes que no gozan de tantos seguidores. Sin embargo cabe destacar que es la equitación el deporte ecuestre que más triunfos internacionales le ha dado a Chile.

## Grandes jinetes chilenos

### Récord mundial
- Alberto Larraguibel

### Medallistas olímpicos
- Óscar Cristi
- Ricardo Echeverría
- César Mendoza
- Eduardo Yáñez (director técnico)

### Medallistas panamericanos
- Guillermo Aranda
- Sergio Arredondo
- Bárbara Barone
- Miguel Carmona
- Héctor Clavel
- Óscar Cristi
- María Díaz
- Ricardo Echeverría
- Patricio Escudero
- Hernán Fagnilli
- Fernanda Forner
- Roberto Gómez
- Juan González
- Henrich Huber
- Alberto Larraguibel
- Joaquín Larraín
- José Larraín
- Guido Larrondo
- Eugenio Lavín
- Mario Leuenberg
- José Mela
- César Mendoza
- Patricio Escudero Troncoso
- Rolando Mosqueira
- Alejandro Pérez
- Antonio Piraíno
- Víctor Rodríguez
- Leopoldo Rojas
- Ernesto Silva
- Américo Simonetti
- Guillermo Squella
- René Varas
- Hernán Vigil
- Gastón Zúñiga

### Campeones sudamericanos*
- Víctor Alegría
- Manuel Rodríguez
- Víctor Rodríguez
- Clemencia Sánchez
- Américo Simonetti
- Gastón Zúñiga

* Solamente campeones individuales

## Salón de la Fama
La Federación Ecuestre de Chile elaboró un salón de la fama con destacados jinetes, dirigentes y caballos.
Los jinetes incluidos en el salón son los siguientes: Alberto Larraguibel, Ricardo Echeverría, César Mendoza, Américo Simonetti, Óscar Cristi, Bárbara Barone, René Varas, Hernán Vigil, Héctor Clavel, Eugenio Lebbé, Antonio Piraíno, Guillermo Aranda, Joaquín Larraín, Guillermo Squella, José Mela, Luis Santos, Hernán Fagnilli, José Larraín, Patricio Escudero, Víctor Rodríguez, Heinrich Huber y Maxi Wimmer.
Por su parte los dirigentes destacados son Manuel Rodríguez, Eduardo Yáñez, Rolando Safrana, José Gálvez y Félix Halcartegaray. Finalmente los caballos encumbrados en este importante salón son Huaso, Pillán, Bambi, Anaí, Lindo Peal y Julepe.